# Antara (agence de presse)
Pour les articles homonymes, voir Antara.
ANTARA est l'agence de presse officielle du gouvernement indonésien. Fondée le 13 décembre 1937 par Adam Malik, Soemanang Soerjowinoto (en), A. M. Sipahoetar (en) et Pandoe Kartawagoena. Elle est devenue l'agence officielle du pays en 1962.
Possédant son siège à Jakarta ainsi que des bureaux dans toutes les provinces d'Indonésie.
Elle dispose également des bureaux au Caire, Canberra, Kuala Lumpur, New York, Sanaa, Tokyo et Pékin.